# 岩崎健人
岩崎健人（いわさき けんと、1984年8月29日 - ）は、日本の俳優、モデル、イラストレーターである。神奈川県横浜市出身。身長は180 cm、血液型はB型である。

## 所属事務所
kidsheartプロモーションに所属している。

## 来歴
以前は会社員で、演技、殺陣などは全くの素人だった。
2016年5月より名古屋おもてなし武将隊に所属。3代目織田信長役を務めている。
2020年より俳優、モデル以外に、イラストレーターとしても活動していくと公表する。

## 人物
日本文化に造詣が深く、禅、茶道、弓道の活動も行っている。趣味は乗馬、野球。

## 出演
名古屋おもてなし武将隊の出演参照

### テレビ
- おもてなし隊なごや（2016年 - 、メ〜テレ）

### ラジオ
- 名古屋おもてなし武将隊_戦国音絵巻（2016年 - 2022年、CBCラジオ）